# Сафра-де-Санкара
Сафра-де-Санкара (ісп. Zafra de Záncara) — муніципалітет в Іспанії, у складі автономної спільноти Кастилія-Ла-Манча, у провінції Куенка. Населення — 147 осіб (2010).
Муніципалітет розташований на відстані близько 110 км на південний схід від Мадрида, 40 км на південний захід від Куенки.

## Демографія
Динаміка населення (INE ):